# 于宗先
于宗先（1930年9月10日—2019年8月3日），山東平度人，出生在一個貧農家庭，台灣經濟學專家，中央研究院院士。美國印地安那大學經濟學博士，美國麻省理工學院研究。曾任國立台灣大學經濟系教授、中央研究院經濟所所長、中央研究院評議員、中華經濟研究院院長，並兼任中央政府經濟、教育、統計、研究等部門顧問、諮詢委員及委員。研究專長為經濟預測、國際貿易及兩岸經濟發展等。

## 生平
1949年高中三年級時，隨部隊隻身到台灣，為了生活進入部隊。1952年考入台灣大學經濟系，1956年畢業，畢業以後考入郵政局。1957年考上政治大學新聞研究所，兩年後獲碩士學位。1959年赴美留學半工半讀，1966年獲美國印地安那大學經濟學博士學位，返台加入中研院籌設中的經濟所擔任副研究員。
1980年輔佐蔣碩傑院士籌設中華經濟研究院。歷任台大經濟系教授，中央研究院經濟研究所研究員、所長。中華經濟研究院副院長及院長，行政院經濟建設委員會諮詢委員，教育部學術審議委員會委員，美國太平洋基礎研究中心顧問，國立中央大學經濟系講座教授等職。
于宗先1988年曾當選為中央研究院第十七屆「人文及社會科學組」院士。致力於經濟研究與政策建言，對台灣經濟預測、經濟發展、國際貿易及財政金融等方面，均有研究成果及貢獻，出版專書10餘種，發表中英文論文170餘篇，主編中英文經濟專書30餘種。編著有《經濟預測》、《突破經濟觀念中的繭》、《經濟挑戰的迴響》、《經濟發展啟示錄》《蛻變中的台灣經濟》《台灣產業發展何去何從》、《台灣經濟的浴火重生 》、《台灣通貨膨脹》、《台灣賦稅體制之演變》、《台灣金融體制之演變》、《台灣人口變動與經濟發展》、《台灣泡沫經濟》、《台灣土地問題》、《台灣中小企業的成長》…等書。
2019年8月3日在台北逝世，享壽89歲。

## 貢獻
于宗先10餘年間為主計處及中經院建立總體經濟模型，開拓台灣經濟計量研究與預測展望。
向政府及企業界募款成立「中華演講系列」，邀請國際著名學者到台灣參加研討會、演講及訪問，把台灣在1960-1970年代的經濟發展成就推向國際領域。
于院士長期致力於作育英才，長期將在政府部門兼任顧問收入捐贈學子。中研院經濟所任職期間，每天8點前一定趕到經濟所。中華經濟研究院任職期間，經常利用過年假期，到辦公室研讀經濟論文。
台大校長孫震教授推崇于宗先的「正直無私，勇於擔當」，「1970-1980年代的台灣經濟，若沒有于宗先，會是黑暗的」，私下稱呼他為「于老大」。

## 相關著作
- 《台灣的金融發展》（中央研究院經濟研究所，于宗先,劉克智主編，1985）
- 《經濟預測》（中央研究院經濟研究所，于宗先著，1972）
- 《台灣經濟的浴火重生》（聯經出版，于宗先，王金利著，2010）
- 《台灣人口變動與經濟發展》（聯經出版，于宗先，王金利著，2009）
- 《臺灣危機解除之道》（渤海堂，孫震，于宗先，李瞻著，2009）
- 《臺灣賦稅體制之演變》（聯經出版，于宗先，王金利著，2008）
- 《龍頭到龍尾 : 台灣經濟何去何從?》（五南出版，于宗先著，2006）
- 《國有企業與公營事業比較研究》（ 喜瑪拉雅研發基金會，于宗先著，2005）

## 外部連結
- 我的學思歷程（页面存档备份，存于）. 國史館
- 中研院院士 于宗先台灣經濟學界推手 （页面存档备份，存于）. 中時電子報
- 于宗先院士口述歷史  訪談者：王綺年 2009年 （页面存档备份，存于）
- 于宗先院士追思紀念（页面存档备份，存于）. 中華經濟研究院